# Johann Conrad Bonorand
Johann Conrad Bonorand (* 1651 in Susch; † März 1719 in Thusis) war ein reformierter Pfarrer aus der Schweiz.

## Leben
Johann Conrad Bonorand wurde im Jahr 1651 in Susch im Unterengadin als Sohn eines Pfarrers geboren. Nach 1670 studierte er an der Universität Zürich und wurde 1674 in Davos in die evangelisch-rätische Synode aufgenommen. Im gleichen Jahr wurde er in Rothenbrunnen zum Pfarrer ernannt. Zwei Jahre später wechselte er in die Gemeinde Igis.
1703 zog Bonorand nach Deutschland und übernahm im hessischen Usingen eine Pfarrstelle. Da er mit seinem Gehalt nicht zufrieden war, plante er, nach Neukelsterbach überzusiedeln. Weil keine Aussicht auf diese Stelle bestand, blieb er in Usingen. 1704 reiste er mit einem Kirchengemeindeleitung in die Schweiz, um Geld für den Bau der Usinger «Hugenottenkirche» zu sammeln.
Das Amt gab er schon ein Jahr später auf. Wie er in den folgenden Jahren tätig war, ist nicht bekannt; womöglich hielt er sich in Königsberg, Altona und Stuttgart auf. Bonorands gleichnamiger Sohn bezeichnete ihn als „Sprachlehrer“, was darauf deutet, dass sein Vater während dieser Zeit als solcher tätig war. 
1713 kehrt Johann Conrad Bonorand in die Schweiz zurück, wo er Pfarrer in Thusis wurde. Schon da schien sich seine Gesundheit verschlechtert zu haben. Bonorand verstarb im März 1719.

## Werke
- Fortunat Sprechers Historia Rhaetica oder Graubündner CHRONIC Uber Selbigen Landes Wissens-würdige Beschaffenheit/ und zuu allerzeit außgestandenen Kriegen u. Unruhen/ Auß dem Lateinischen in das Teutsche übersetzt Mit Gemeiner Landen Privilegio Von Johann Conradin à Bonorando
- Eine künstliche Predigt/ ohne den Buchstaben R. Von Anfang biß zum Ende über die schön Wort.
- La parfait odele de toutes les pieres proposies en peu de paroles par M. Caspar Neumann, traduitre en francaise (Stendall 1711)
- Predig gehalten zu Thusis den 4. Jun.1714 da eine junge Tochter als Unholdin enthaubtet worden (Chur 1714)